# Synaphosus palearcticus
Espèce
Synaphosus palearcticus est une espèce d'araignées aranéomorphes de la famille des Gnaphosidae.

## Distribution
Cette espèce se rencontre en Asie centrale, en Iran, au Caucase, en Ukraine, en Turquie et en Grèce,.

## Description
Le mâle holotype mesure 3,10 mm et la femelle paratype 4,15 mm.

## Étymologie
Son nom d'espèce lui a été donné en référence à sa distribution, la zone paléarctique.

## Publication originale
- Ovtsharenko, Levy & Platnick, 1994 : A review of the ground spider genus Synaphosus (Araneae, Gnaphosidae). American Museum novitates, no 3095, p. 1-27 (texte intégral).